# Especifismo
O Especifismo é uma corrente do movimento anarquista comunista de origem uruguaia que hoje influencia diversas organizações do continente americano. Surgiu como uma elaboração da questão organizacional dentro do anarquismo, e tem como pilares a construção de uma organização específica anarquista, a inserção de anarquistas dentro de movimentos sociais e a unidade ideológica e prática dentro da organização. O especifismo foi inicialmente elaborado pela Federação Anarquista Uruguaia na segunda metade do século 20, no período ditatorial civil-militar. Atualmente, é a linha seguida por diversas organizações internacionais anarquistas, como a Black Rose Anarchist Federation  nos EUA, a Zabalaza Anarchist Communist Front na África do Sul e a Federación Anarquista de Rosario na Argentina, além de influenciar organizações como a Union communiste libertaire na França e a Die plattform na Alemanha em termos de teoria e prática. No Brasil, é a linha difundida pela Coordenação Anarquista Brasileira e todas suas organizações membros; A Federação Anarquista do Rio de Janeiro e a Federação Anarquista Gaúcha adotaram o especifismo desde sua fundação. Em 2021, a FARJ passa por um profundo processo de crise interna. Como resultado, em 25 de Novembro de 2023 é fundada a Federação Anarquista Domingos Passos (FAD). Em um processo de reconstrução local, a FAD segue adotando o especifismo enquanto linha política fundamental para sua atuação política.

## Ideologia
O especifismo se baseia em três conceitos chaves: A necessidade da construção de uma organização específica anarquista, o desenvolvimento de uma práxis comum e teoria social unificada, materialista e avançada e, por fim, a "Inserção Social".

Ecoando as ideias do movimento plataformista, o especifismo é crítico da formação de organizações anarquistas de síntese que envolvam militantes de opiniões diversas, sem uma linha política rigidamente definida. Do contrário, o movimento defende a criação de uma organização com uma sólida unidade teórica e prática, bem como a presença de uma forte disciplina entre seus militantes. De acordo com o professor e militante Felipe Corrêa:
A organização específica anarquista, que trabalha no âmbito político, atua no seio da luta de classes, nos movimentos sociais e populares, que constituem o âmbito social. Neste trabalho, os anarquistas, organizados como minoria ativa, influenciam-lhes o quanto podem, fazendo-os funcionar da forma mais libertária possível.

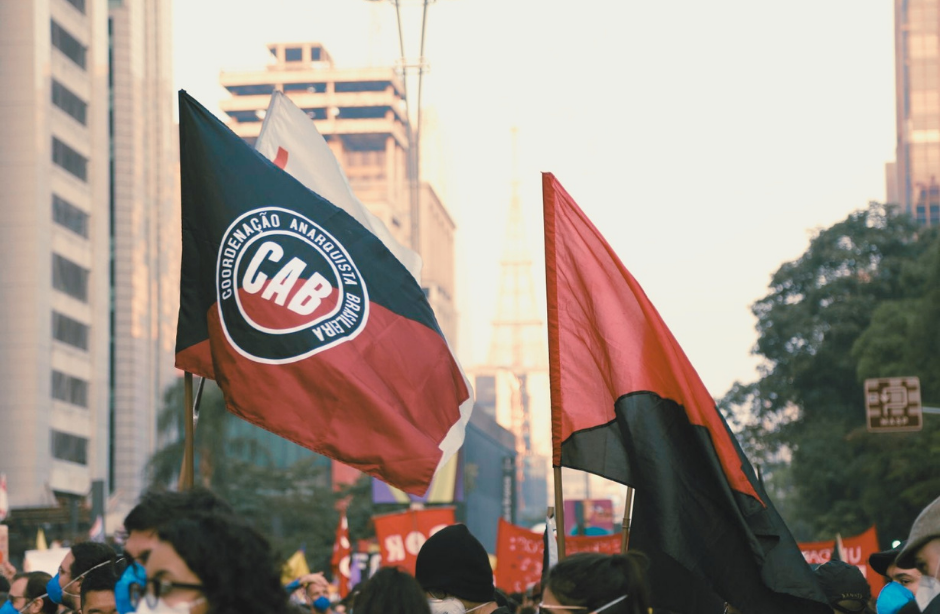
Militantes do grupo especifista Coordenação Anarquista Brasileira (CAB)

A organização especifista atua de forma independente, mas também se insere dentro de movimentos sociais orgânicos formados de forma autônoma, como sindicatos, associações populares ou mesmo em guerrilhas. A chamada estratégia da Inserção Social busca se diferenciar do Entrismo marxista e da Linha de Massas maoista pela negação do papel de vanguarda da organização especifista.
Essa estratégia visa uma atuação mais direta na luta de classes sem que seja perdida a coesão ideológica da organização, que deve formar uma plataforma expondo seus objetivos a curto e médio prazo, assim como desenvolver uma analise material e classista de sua conjuntura que sirva de guia para ações futuras.

## Críticas
O anarquismo especifista é por vezes comparado ao Marxismo-Leninismo e seus conceitos de Partido de Vanguarda e Centralismo democrático por anarquistas individualistas. De acordo com essa crítica, a organização específica centralizada e ideologicamente unificada seria em si uma forma de organização autoritária e distante dos princípios de autonomia e individualidade do anarquismo.
Especifistas negam essa comparação, afirmando que a natureza da organização específica não é a de uma vanguarda, mas a de um movimento que atua horizontalmente com outros movimentos sociais e sindicatos sem impor uma hegemonia.